# Regenboogrussula
De regenboogrussula (Russula cyanoxantha) is een paddenstoel uit de familie Russulaceae. De soort groeit in symbiose met eiken en komt voor in loofbossen. Vooral in de herfst en soms ook al in de zomer is de soort te spotten.
De paddenstoel heeft een broze structuur doordat deze is opgebouwd uit draadvormige hyfen en groepjes ronde cellen.

## Kenmerken

### Uiterlijke kenmerken
Hoed
De hoed is 5 tot 15 cm breed en heeft grijze, violette en lila tinten, alhoewel de hoed dikwijls ook groene tinten bevat. Naarmate het vruchtlichaam veroudert, verbleekt de hoed, waarbij okerkleurige vlekken ontstaan. De hoedrand is vaak paars gekleurd. De radiale vezels lopen van het midden naar de rand. Het oppervlak is kaal, langdurig vettig en glanzend bij vochtig weer. Bij oudere exemplaren is de rand scherp en gegroefd. De hoedhuid is tot een derde afneembaar.
Lamellen
De lamellen zijn wit. Ze staan dicht op elkaar en zijn relatief dun. In tegenstelling tot de meeste russula zijn ze vrij zacht en buigzaam en niet breekbaar als je ze aait en samen smeert. Ze zijn vaak gevorkt en hebben verschillende lengtes. Ze zijn breed aan de steel of iets aflopend.
Steel
De grote, stevige steel is wit, in zeldzame gevallen paars of roodachtig. Het is cilindrisch en gedrongen en is tussen de 5 en 10 cm lang en 1,5 tot 2,5 cm dik. Het is naar de basis gericht. De steel is bij jonge exemplaren vol en stevig en wordt met de jaren vaak sponsachtig of holkamerig. Met ijzersulfaat reageert de steel niet, of na een hele tijd een klein beetje groen.
Geur en smaak
De paddenstoel is geurloos en smaakt mild.
Sporenprint
De sporenprint is wit (Ia volgens Romagnesi).

### Microscopische kenmerken
De sporen zijn witgekleurd en zijn 7 tot 9 µm lang en 6 tot 7 µm breed. Ze bevatten amyloïde wratten, die voor microscopisch onderzoek gekleurd worden met Melzers reagens. De basidia zijn clavaat en 45 tot 55 µm lang en 9 tot 10 µm breed en dragen vier sterigma's.
De cheilocystidia op de lamelrand zijn spoelvormig tot cilindrisch, 30-55 µm lang en 4-6 µm breed. Ze hebben soms een klein aanhangsel aan de bovenkant. De pleurocystidia op het lameloppervlak zijn 27 tot 85 µm lang en 3 tot 6 µm breed. Alle cystidia zijn vrij talrijk en kleuren vaag grijszwart met sulfobenzaldehyde en enigszins blauw met sulfovanilline.
De cuticula bevat cilindrische, gedeeltelijk septate en vertakte haarachtige hyfencellen (haren) van 2 tot 5 µm breed. Daartussen worden 2 tot 3,5 µm brede pileocystidia afgewisseld, die in sulfobenzaldehyde vaag grijszwart kleuren.

### Toepassingen
De regenboogrussula is eetbaar en heeft een milde smaak in tegenstelling tot de scherpe smaak van niet eetbare soorten uit hetzelfde geslacht.

## Foto's

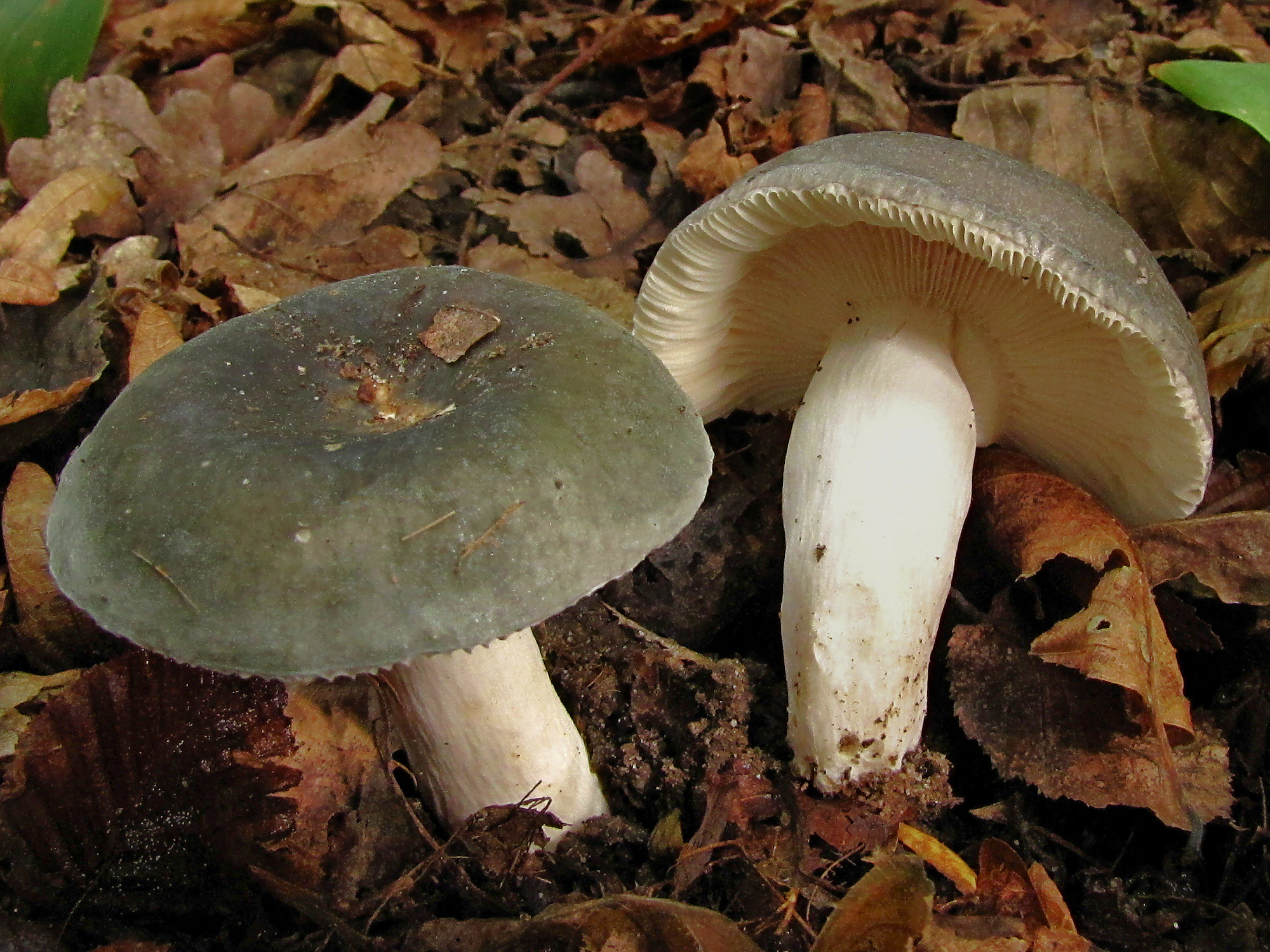
Grijze hoed
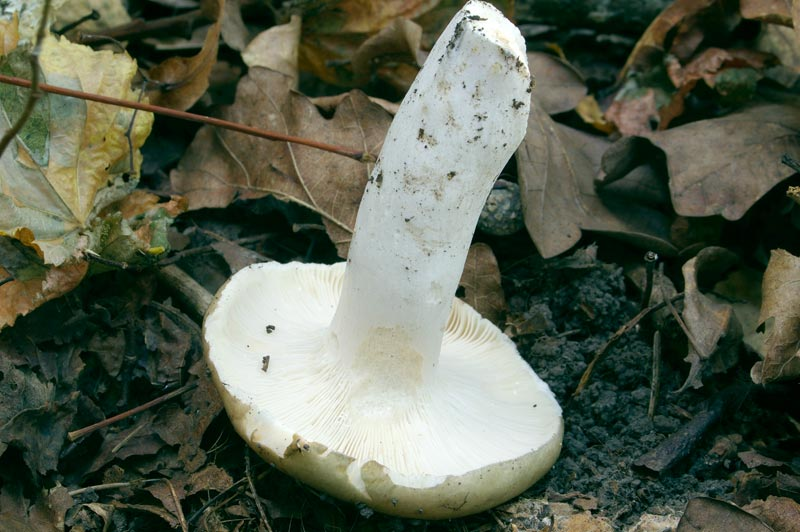
Lamellen en steel
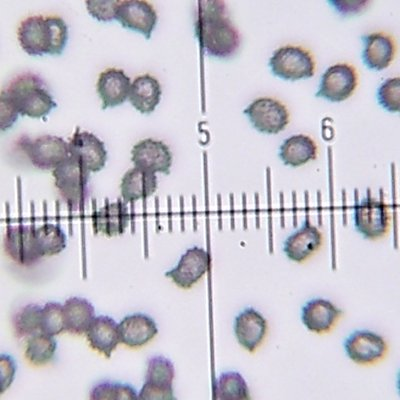
Sporen